# استوارت مارگولین
استوارت مارگولین (انگلیسی: Stuart Margolin؛ زادهٔ ۳۱ ژانویهٔ ۱۹۴۰-۲۰۲۲) بازیگر، فیلم‌نامه‌نویس، کارگردان، موسیقی‌دان و ترانه‌سرای اهل ایالات متحده آمریکا بود. وی از سال ۱۹۶۱ میلادی تاکنون مشغول فعالیت بود.
از فیلم‌هایی که وی در آن نقش داشته، می‌توان به کارآگاه راکفورد، روزهای بهشت، قهرمانان کلی، بهیار، کاشفان و آربیتراژ اشاره کرد.
وی همچنین برنده جوایزی همچون جایزه امی ساعات پربینندهٔ «بهترین هنرپیشهٔ نقش مکمل مرد در یک سریال درام تلویزیونی» (۲ مرتبه) و همچنین جایزه انجمن کارگردانان آمریکا شد.